# Peltorhamphus
Peltorhamphus es un género de peces de la familia Pleuronectidae, del orden Pleuronectiformes. Este género marino fue descrito científicamente en 1862 por Albert Günther

## Especies
Especies reconocidas del género:
- Peltorhamphus latus G. D. James, 1972
- Peltorhamphus novaezeelandiae Günther, 1862
- Peltorhamphus tenuis G. D. James, 1972